# Rivière Bride
Rivière Bride är ett vattendrag i Kanada.   Det ligger i provinsen Québec, i den sydöstra delen av landet, 130 km nordost om huvudstaden Ottawa. Rivière Bride ligger vid sjön Lac Quenouille.
I omgivningarna runt Rivière Bride växer i huvudsak blandskog. Runt Rivière Bride är det glesbefolkat, med 12 invånare per kvadratkilometer.